# Bocydium duoglobum
Bocydium duoglobum (лат.) — вид горбаток рода Bocydium из подсемейства Stegaspidinae (Membracidae).

## Распространение
Неотропика: Колумбия.

## Описание
Мелкие равнокрылые насекомые (около 5 мм) с большим разветвлённым спинным отростком на груди с двумя передними вздутиями. От близких видов отличается следующими признаками: основная окраска тела чёрная; переднее вздутие небольшое; боковой отросток на всем протяжении тонкий, медиально не переходит во вздутие; центральная ножка переднеспинки при виде сбоку наклонена назад; боковой бульбус (вздутие) отсутствует или слабый, заметно меньше переднего; длина центрального стебля-ножки переднеспинки почти вдвое больше длины головы; боковая ветвь направлена диагонально и вверх по отношению к центральной ножке переднеспинки; верхушка центральной вертикальной ножки переднеспинки тонкая, не луковичная.